# ジャスミー
ジャスミーは、個人のデータを個人が安全に管理できる「データの民主化」を目的に、IoT向けのプラットフォームやソリューションを提供する会社として、2016年に設立され、注目を浴びた。現在、東京都港区に本社を構えている。

## 株式会社ヴィッツとMaaS事業提携
2020年6月、MaaSなどの新たなサービスを共同で提供するために、社会実装や実証実験などを共同で進め、R&Dについても協力していくとして株式会社ヴィッツと事業提携をすることを発表した。
ヴィッツが提案している “地域密着型 Town MaaS “ で暮らしに役立つ新しいサービスを提供するために必要な個人情報を保護したデータ収集や分析にジャスミーのブロックチェーン技術を活用する計画。

## VAIO株式会社との共同事業検討開始
VAIO (企業)はこれまでPC事業で業績を上げてきたが2018年11月に「PCブランドから次世代ITブランドへ」というコンセプトを掲げ、様々な協業を行っている。
その一つとしてブロックチェーン技術を応用した次世代のIoT事業を創るため、共同で事業を行う検討を開始。

## トランスコスモス株式会社との共同開発及び実証実験
顧客データの安全で効率的な利活用とデータの利便性向上を目的として、トランスコスモスほかJasmy Initiativeメンバーと国内初のブロックチェーンを活用した本格的なコンタクトセンターアプリケーション開発と実証実験の開始準備に着手したことを発表した。
このアプリケーションにより、コンタクトセンターのユーザーは過去の応対履歴をユーザー自身で安全に管理できるようになる。コンタクトセンターは必要になった時のみ顧客の承認を得た上で情報を閲覧することができ、対応後は情報が再び顧客へ戻る仕組みとなっている。
なお、コンタクトセンターとは、顧客からの電話やチャット、メールなどによる問い合わせに対し、一括サポートを行う仕組みのことである。

## ジャスミーリーグ
ジャスミーの思想に共鳴し、ともにイノベーションを目指そうとする開発者を支援する共創コミュニティ。
データの民主化により生まれる新たなビジネスアイデアを発表し競い合う「Jasmy IDEA Award」が2019年に開催された。
- 2019年7月 - Jasmy IDEATHON vol.01開催[9]
- 2019年7月 - Jasmy IdeaAward開催
- 2019年8月 - Jasmy IDEATHON vol.02開催[10]
- 2019年10月 - Jasmy IdeaAward 受賞者発表[11][12]

## ジャスミーコインについて
ジャスミーでは「ジャスミーコイン」を発行している。イーサリアムを活用して作成されたトークンで、ERC20に準拠している。

## 沿革
- 2016年4月 - IOT向けのプラットフォーム及びソリューションの提供を目的として東京都渋谷区神南において会社設立（資本金1百万円）。IOT機器向けのシングルボードコンピュータ及びIoTモジュールの開発をBorqs Technologies, Inc.（本社：中国／CEO：Pat Sek Yuen Chan／以下Borqs社）と開始。
- 2017年4月 - 当社の開発する4GLTE-Androidシングルボードコンピュータの中核となる通信モジュール（型名：JCB0001）の電波法および電気通信事業法の認証取得を完了。これにより日本国内においてLTE(B1,B3,B8,B19)/WCDMA(B1,B5,B6,B8,B19)/WIFI(802.11a/b/g/n)Bluetooth 4.2を用いた通信が可能に。
- 2017年7月 - 4GLTE-Androidシングルボードコンピュータのサンプル提供開始。
- 2017年8月 - ブロックチェーン開発ベンチャー企業Centrality Limited（本社：ニュージーランド／以下Centrality社）のCEO：Aaron McDonald氏と日本にて邂逅。Centrality社の先進的技術力供与を前提にした本プロジェクトのブロックチェーン導入検討を始める。
- 2017年12月 - セルリアンタワー東急ホテル（東京都渋谷区）にて関係者向けにIoT機器の内見会「Jasmy　EXPO」を開催。本プロジェクトのIoTモジュールを実装したIoT機器のプロトタイプを展示し、共同開発や市場導入を検討される企業の募集を開始。
- 2018年11月 - VAIO 株式会社（本社：長野県安曇野市 代表取締役：吉田 秀俊、以下：VAIO）とVAIO が保有する技術及び製造力のシナジー効果により、新しいブロックチェーン技術を応用した IoT 事業創造に向け、共同での事業検討を開始。本社を東京都港区南青山に移転。
- 2018年12月 - トランスコスモス株式会社（本社：東京都渋谷区、代表取締役社長兼COO：奥田昌孝）と新しいブロックチェーン技術やIoTを応用したコンタクトセンタープラットフォームの事業創造に向け、2018年11月より共同で次世代事業創造に向け協業の検討を開始。
- 2019年1月 - ブロックチェーン技術によるIoTプラットフォームの普及を目指したJasmy Initiativeを設立。2019年1月30日より第1次正会員の募集を開始。
- 2019年3月 - 「Jasmy Press Conference 2019 vol.1」を開催。「Jasmy IoT プラットフォーム」のコアサービスである「SKC（セキュアナレッジコミュニケーター」と「SG（スマートガーディアン）」の2つのデモンストレーションをプロトタイプを公開。
- 2019年6月 - 国内初のブロックチェーンを使用した本格的なコンタクトセンターアプリケーションをトランスコスモス株式会社実証実験の準備に着手したことを公表。また新しいブロックチェーン技術とIoT技術を応用した事業創造と“Jasmy IoTプラットフォーム”普及促進を目的とした組織「Jasmy Initiative」の活動が本格開始。
- 2019年7月 - 開発者を支援する共創コミュニティ「Jasmy League」にて“データの民主化”を目指す“ビジネスアイデア創出ワークショップ”「Jasmy IDEATHON 」を開催。
- 2020年4月 - ホワイトペーパーを公表
- 2020年6月 - 株式会社ヴィッツとMaaS事業において提携。
- 2020年10月 - 代表取締役社長がスマートコントラクト推進議員連盟設立総会で基調講演を実施。[14]
- 2021年1月-  シンガポールを拠点とする取引所「MXC」にて上場。